# Factores de crecimiento óseo
Los factores de crecimiento óseo son  polipéptidos que llegan a la matriz ósea, donde quedan retenidos y ejercen su acción biológica, por lo que se dice que son factores de acción local.
Los polipéptidos pueden dividirse en factores exógenos o endógenos según se produzcan fuera del hueso o en el propio hueso, respectivamente. Los factores endógenos son secretados por los osteoblastos, células derivadas de las células osteoprogenitoras, cuya función principal es la síntesis de las fibras y sustancia fundamental del hueso.

## Tipos de factores

### Factores exógenos
- Factor de crecimiento epitelial (EGF), que estimula la proliferación de derivados ectodérmicos y endodérmicos, pero también la de fibroblastos, condrocitos y osteoblastos.

- Factor de crecimiento de fibroblastos (FGF), que estimula la proliferación de células epiteliales, pero no de fibroblástos.

esta proteína tiene acción paracrina sobre células epiteliales, solo estas células poseen el receptor para este péptido.
- Factor de crecimiento derivado de las plaquetas (PDGF), que estimula la proliferación de fibroblastos, células musculares lisas, condrocitos, osteoblastos y células gliales.

- Factor de crecimiento de tipo insulina (IGF-1 o somatomedina C), que estimula la proliferación de fibroblastos, condrocitos y osteoblastos.

- Factores de crecimiento transformadores a y b (TGF-a y  b); mientras que el factor a tiene una acción similar al EGF, el factor b inhibe el desarrollo de células epiteliales y neuroectodérmicas y favorece el de las células de origen mesodérmico.

Además, los factores EGF y FGF reducen la formación de colágena, mientras que los factores PDGF y el IGF-1 estimulan dicha síntesis. Los factores EGF, PDGF y los TGF-a y  b intervienen en la reabsorción ósea estimulando la liberación del calcio mediante un mecanismo mediado por prostanglandinas.

### Factores endógenos
- Factor de crecimiento derivado del hueso (BDGF).

- Factor de crecimiento transformador b (TGF-b).

- Factor de crecimiento derivado del cartílago (CDF, similar al factor IGF-1).

- Factor de crecimiento del esqueleto humano (hSGF).

- Proteína morfogénica ósea (BMP).

- Osteogenina.

Todos ellos estimulan la producción celular ósea, pero además ejercen acciones tanto sobre la síntesis de colágena y otras proteínas óseas, como sobre la reabsorción.
Cabe mencionar que la distinción entre factores exógenos y endógenos no es del todo clara. Además, la mayoría de estos factores ejercen también su acción sobre muchos otros tipos celulares de origen mesenquimático, aunque no necesariamente sobre todos ellos. Así el hSGF estimula los osteoblastos y condroblastos, pero no los fibroblastos.

### Otros factores
Adicionalmente, existen otros factores locales que no son considerados como factores de crecimiento, pero que intervienen igualmente en los procesos de formación y destrucción ósea. Los más conocidos son:
- Prostanglandina E2,  que estimula la absorción ósea. Aunque ésta es su acción más probable, la actividad de este factor parece ser ciertamente compleja, pues se ha descrito también que puede activar la formación de hueso y, a grandes concentraciones, inhibir la síntesis de colágena.

- Citoquinas. Es principalmente reconocido el efecto de la interleuquina 1 (IL-1) y de los factores de necrosis tumoral a y  b (TNF-a y  b) que estimulan la reabsorción ósea, mientras que el interferón t (INF-t) la inhibe. En determinadas condiciones la IL-1 puede estimular o inhibir la síntesis de colágena y de otras proteínas de la matriz ósea.